# Fritillaria montana
Fritillaria montana là một loài thực vật có hoa trong họ Liliaceae. Loài này được Hoppe ex W.D.J.Koch miêu tả khoa học đầu tiên năm 1832.
Đây là loài bản địa nam và đông châu Âu: Pháp, Italia, Hy Lạp, Áo, Hungary, Nam Tư (tất cả bảy vùng), Albania, Bulgaria, Romania, Ukraine, Nga thuộc châu Âu.